# Município de Fort Bragg Military Reservation
Localização da Carolina do Norte nos E.U.A.
O município de Fort Bragg Military Reservation (em inglês: Fort Bragg Military Reservation Township) é um município localizado no  condado de Hoke no estado estadounidense da Carolina do Norte. No ano 2010 tinha uma população de 0 habitantes.

## Geografia
O município de Fort Bragg Military Reservation encontra-se localizado nas coordenadas 35° 07′ 09,52″ N, 79° 13′ 51,89″ O.